# Creaciones Editoriales
Creaciones Editoriales va ser una agència de còmics dedicada a la producció de còmics per encàrrec de les editorials i a la seva venda. Aquesta empresa va estar vinculada a l'Editorial Bruguera.

## Trajectòria
Creaciones Editoriales era una empresa molt lligada a Editorial Bruguera. Hi ha dubtes sobre qui la va crear, però una treballadora de l'agència va assegurar en una entrevista que li van fer el 2007 que l'havia creat el dibuixant Conti l'any 1945. Posteriorment, Francisco Bruguera, propietari de l'editorial que porta el seu nom, en va cedir un vint-i-cinc per cent a Rafael González, que un temps després va ser el director de l'agència. La primera referència a l'agència i la seva relació amb Editorial Bruguera es troba en una anotació manuscrita en algunes de les pàgines de la revista Pulgarcito. En aquestes pàgines hi ha les inicials C.E. i un número. Una altra de les referències és la frase "Publicado por Editorial Bruguera por concesión exclusiva para España de Creaciones Editoriales".
Mercat exterior
En la dècada dels anys cinquanta va començar a treballar per al mercat exterior i va vendre els drets del material que havia produït per a Editorial Bruguera. També va començar a encarregar als dibuixants que treballaven per a l'agència pàgines de còmic amb guions procedents majoritàriament d'editorials del Regne Unit, però també d'altres països, com ara França, Alemanya, Itàlia, Holanda, Noruega o Suècia. Aquests guions de procedència diversa, l'agència els traduïa i tot seguit els entregava als dibuixants. Els acudits els feien els humoristes, que també feien tires còmiques mudes, molt més fàcils de vendre, ja que s'estalviava la traducció. Creaciones Editoriales va treballar majoritàriament el còmic realista, amb gèneres com el còmic de l'oest, policíac, el femení o el d'aventures.
Van ser molts els col·laboradors que van treballar per a Creaciones Editoriales: dibuixants, guionistes i il·lustradors. Per a molts d'aquests professionals, les agències de còmics van servir per poder continuar treballant quan es va perdre la demanda del mercat intern. Les agències també van donar l'oportunitat d'aprendre l'ofici a firmes que més endavant van ser rellevants en el còmic espanyol i internacional. Alguns dels col·laboradors van ser Pedro Alfárez, Ambrós, Luis Bermejo, Antonio Bernal, Antoni Bosch Penalva, José María Casanovas, Purita Campos, Carrilo, Manuel Cuyàs, Francisco Darnis, Emilio Freixas, Carlos Freixas, Fuentes Man o Enric Sió.
A finals dels anys seixanta, dins la política de compra de drets d'editorials de fora, Creaciones Editoriales va portar sèries de còmic francobelga, alguna tan coneguda com Asterix, Blueberry, Aquil·les Taló o Sergi Grapes.